# Малка принцеса
„Малка принцеса“ е американски семеен драматичен филм от 1995 година, режисиран от Алфонсо Куарон, с участието на Елинор Брон, Лиъм Кънингам (в двойна роля), Лийзъл Матюс в ролята на Сара Крю, и с участието на Ванеса Лий Честър, Ръсти Шуимър, Артър Малет и Ерол Ситахал.
На фона на Първата световна война, историята се фокусира върху младо момиче, което води робски живот в училище-интернат в Ню Йорк, след като директорът е получил съобщение, че баща ѝ е бил убит в битка. Сценарията е на базата на едноименния роман на Франсис Ходжсън Бърнет, като адаптацията е силно повлияна от кинематографичната версия от 1939 г. и носи творчески свободи спрямо оригиналната история.
Поради лошото популяризиране от страна на Warner Bros., филмът едва успя да върне половината от бюджета си. Филмът получава добри критики и получава различни награди, като две номинации за „Оскар“ за значимите му постижения в областта на изкуството и кинематографията, наред с други аспекти на неговото продуциране.

## Български дублажи
| Озвучаващи артисти | Даниела Йорданова Ани Василева Юлия Станчева Васил Бинев |
| Преводач           | Божидара Михайлова                                       |

| Озвучаващи артисти | Гергана Стоянова Василка Сугарева Мина Костова Яница Митева Александър Воронов |
| Преводач           | Виолета Георгиева                                                              |